# Raschera

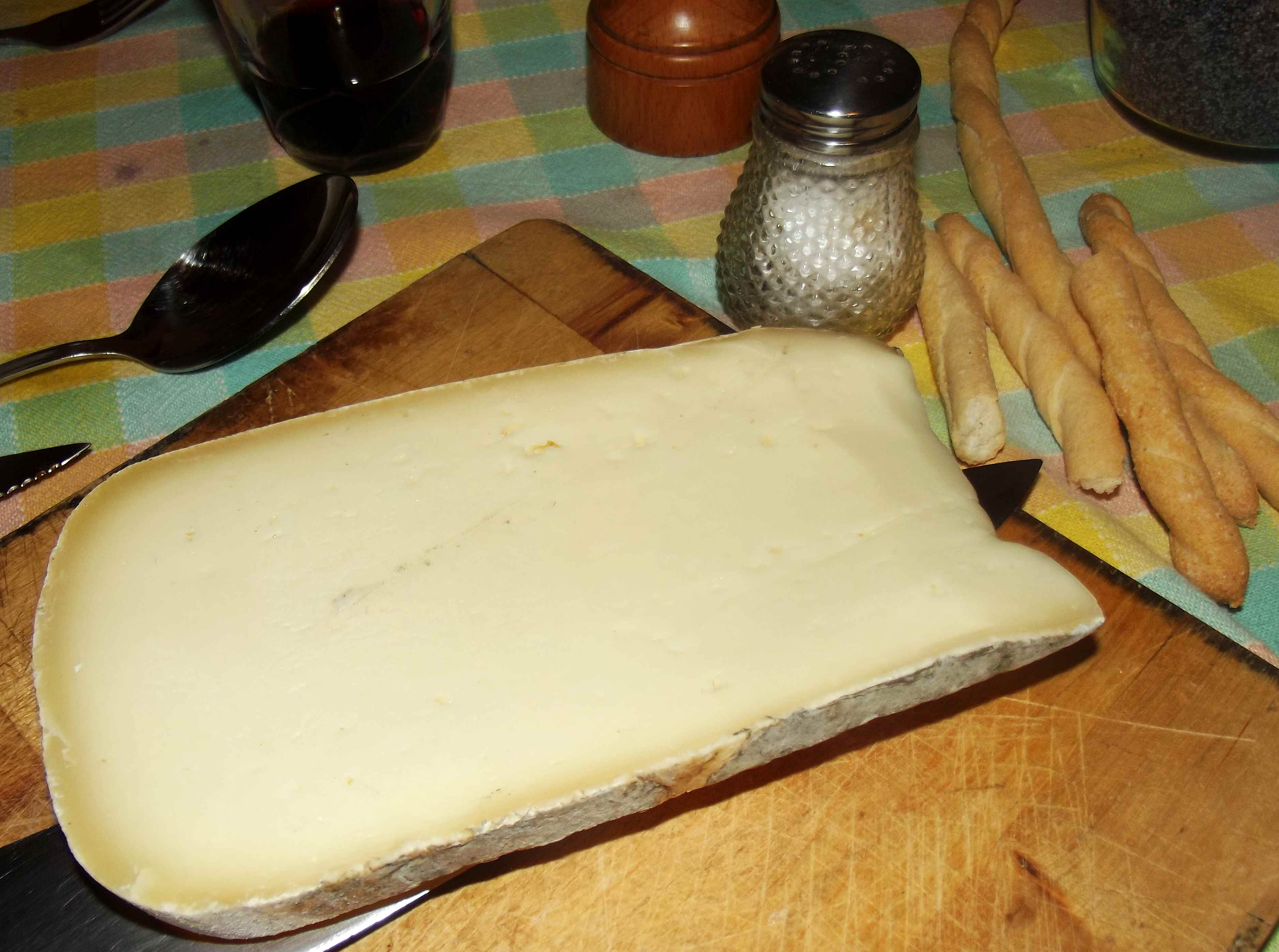
Raschera

Raschera är en halvhård italiensk ost gjord på komjölk. Den tillverkas i provinsen Cuneo i regionen Piemonte. Osten lagras i strax över en månad.